# Hacienda del Carmen, Oaxaca
Hacienda del Carmen är en ort i Mexiko.   Den ligger i kommunen Heroica Ciudad de Huajuapan de León och delstaten Oaxaca, i den sydöstra delen av landet, 230 km sydost om huvudstaden Mexico City. Hacienda del Carmen ligger 1 617 meter över havet och antalet invånare är 110.
Terrängen runt Hacienda del Carmen är huvudsakligen kuperad, men den allra närmaste omgivningen är platt. Runt Hacienda del Carmen är det ganska glesbefolkat, med 24 invånare per kvadratkilometer. Närmaste större samhälle är Ciudad de Huajuapan de León, 2,0 km nordost om Hacienda del Carmen. I omgivningarna runt Hacienda del Carmen växer huvudsakligen savannskog.